# Prudencio Casamayor
Pour les articles homonymes, voir Casamayor (homonymie).
Prudencio Casamayor (1763-1842) était un négociant et spéculateur immobilier français de Santiago de Cuba au début du XIXe siècle.

## Biographie
Né à Sauveterre dans le Béarn le 18 juin 1763, il s'appelait Jean Prudent de Casamajor.
Fils du Béarnais Jean de Casamajor (1710-1790), écuyer, lieutenant général du sénéchal de Béarn au siege de Sauveterre et conseiller du roi, et de Jeanne Justine de Forcade, décédée en 1778, il est colon dans sa jeunesse à Saint-Domingue, où il arrive en 1785, en s'installant dans le Sud-Ouest, près de l'Anse à Veau. 
Apparenté à plusieurs réfugiés français de Saint-Domingue à Cuba, il fonde en 1800 à Santiago de Cuba ce qui va devenir la plus importante maison de commerce de la ville. Comme la plupart d'entre eux, il hispanise son nom de famille et son prénom.
Ensuite, il achète au Domaine et à des particuliers, les terres montagneuses des "Limones" dans la sierra Maestra, qui sont alors considérées comme des terres  incultes, pour y installer des plantations de café, qui vont lancer la révolution du café à Cuba. 
Un plan de 1815, montre que Prudencio Casamayor acquiert toute une région de la sierra Maestra, pour la diviser en lots. Protecteur attitré des Français à Cuba, il introduit, avec d'autres réfugiés, les techniques modernes de culture et de traitement du café. Il développe dans cette Sierra Maestra, couverte d'épaisses forêts, riche en eaux, des plantations jusqu'à 1 500 mètres d'altitude.
Lors des émeutes anti-françaises de mars 1809 à Cuba, les autorités de l'île assurèrent sa protection.
Au moment de son testament, le 11 janvier 1828, il possédait deux haciendas plantées en café et deux associés Laurent Mousnier, qui se fait appeler Laurenzo Mousnier, et Jean Sillègue. Sa femme, Madeleine Brun, lui a donné six enfants, qui firent souche à Cuba, aux Antilles et en Amérique.